# Spand
En spand, maritimt kaldet en pøs, er typisk en vandtæt cylinderformet eller konisk beholder, som er åben for oven og flad i bunden, oftest med et halv-cirkulært håndtag.

## Materialer
Spande kan være lavet i forskellige, for det meste vandtætte, materialer. Tidligere anvendtes oftest træ, enten samlet af (tønde)- stave eller endnu tidligere udskåret/udboret af et enkelt stykke, eller læder, som var lettere. Senere er spande blevet fremstillet i metal og plast. Nutildags anvendes næsten udelukkende plast, på grund af den billigere pris.

## Typer og brug
Der findes mange forskellige slags spande, beregnet for specielle formål.
- Almindelig gulvspand bruges gerne i hjemmet ved gulvvask samt transport af forskellige væsker eller faste produkter.
- Murerspand, som er noget kraftigere, anvendes til mørtel ved murerarbejde.
- Mælkespand anvendtes i gamle dage ved malkningen og havde gerne et tilhørende låg.
- Foderspand anvendes til dyrefodring.
- Pøs, som er det maritime ord for spand, anvendes bl.a. til lænsning i (mindre) både.
- Brandspand, som tidligere kunne være fremstillet af læder, bruget til brandslukning.
- Kulspand, som gerne har en fod monteret, således at den kan stå med åbningen skråt fremad, samt et ekstra håndtag for at kunne løftes med begge hænder, brugtes tidligere meget ved fyring i kakkelovnen.

- Romansk bronze spand fra Tyskland, 2nd-3rd århundrede
- En træ-spand
- Tyske læder-brandspande fra 19. århundrede
- En ung kvinde bærer en spand. Af den tyske kunstner Heinrich Zille.
- Zink-spand
- En gulvspand med moppe og 'vrider'
- Spand for levnedsmidler
- Plastic spand bruges ved malkning
- Murerspand med mørtel
- Kulspand